# Pirates 4D
Pirates 4D is een korte 3D-speelfilm, die speciaal gemaakt is voor attractieparken. De film is geproduceerd door de Busch Entertainment Corporation en geregisseerd door Keith Melton.
De film is gemaakt met speciale 3D-effecten. Ook zijn de bioscoopzalen, waar deze film wordt gedraaid, speciaal gemaakt met water en geluidseffecten. Tijdens de voorstelling komt er zowel water uit het plafond als water uit de stoel die voor je staat. Ook zijn de bioscoopstoelen uitgerust met speciale tril-effecten en geluidsboxen. Vooraf aan de voorstelling wordt bij de ingang een 3D-bril uitgereikt.
De 3D-film heeft van 2002 tot en met december 2006 gedraaid in het filmtheater van het Dolfinarium Harderwijk, onder de titel Piraten. Deze versie was in het Nederlands nagesynchroniseerd door onder anderen Ernst Daniël Smid.

## Verhaal
Captain Lucky (Leslie Nielsen) en zijn medepiraten hebben het plan om op een exotisch eiland een schat te gaan zoeken. De jongen Davy (Adam Wylie) en zijn aap hebben echter andere plannen om de gemene piraten van Captain Lucky tegen te werken.